# Rethwisch (powiat Stormarn)
Rethwisch (dolnoniem. Reetwisch) – gmina w Niemczech, w kraju związkowym Szlezwik-Holsztyn, w powiecie Stormarn, wchodzi w skład urzędu Bad Oldesloe-Land.